# Europese kampioenschappen powerlifting 1993 (heren)
De Europese kampioenschappen powerlifting 1993 voor heren waren door de European Powerlifting Federation (EPF) georganiseerde kampioenschappen voor powerlifters. De 16e editie van de Europese kampioenschappen vond plaats in het Duitse Wemding van 7 tot en met 9 mei 1993.

## Uitslagen
| klasse   | Goud               | Zilver               | Brons             |
| -------- | ------------------ | -------------------- | ----------------- |
| -52 kg   | Andrzej Stanaszek  | Laurent Bach         | Laurent Bach      |
| -56 kg   | Gary Simes         | Magnus Carlsson      | Klemen Jaschinski |
| -60 kg   | Gerard McNamara    | Asko Sirviö          | Ronny Celis       |
| -67,5 kg | Rodney Hypolite    | Jan Wilczyński       | Jozef Trnka       |
| -75 kg   | Sirazhutdin Bazaev | Juhani Anttila Pekka | Per Berglund      |
| -82,5 kg | David Carter       | Peter Theuser        | Hannu Malinen     |
| -90 kg   | Frank Schramm      | Damiano Crocitto     | Volodymyr Ukhach  |
| -100 kg  | Børge Øvrebø       | Ulrich Rambow        | Arto Rajala       |
| -110 kg  | Ano Turtiainen     | Piet Faber           | Franz Siller      |
| -125 kg  | Victor Naleykin    | Detlef Glohmann      | Leopold Krendl    |
| +125 kg  | Hans Zerhoch       | Ralf Gierz           | Karl Saliger      |